# Oskar Burkert

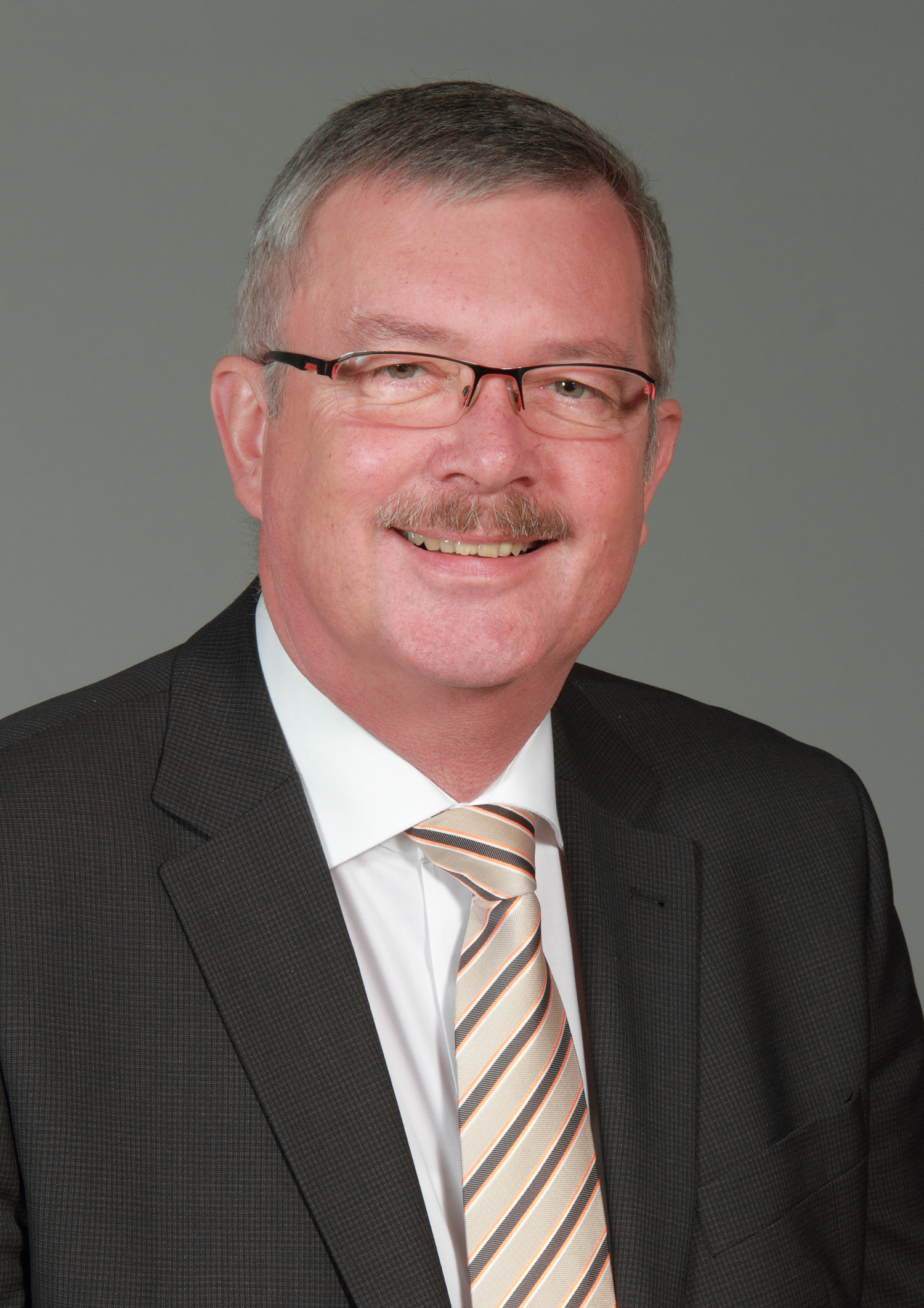
Oskar Burkert

Oskar Burkert (* 24. Mai 1951 in Drensteinfurt) ist ein deutscher Politiker und war Landtagsabgeordneter für die CDU in Nordrhein-Westfalen von 2005 bis 2010 und von 2012 bis 2017. Zuvor war er Bürgermeister der Stadt Hamm.

## Ausbildung und Beruf
Nach dem Abitur 1971 studierte er Maschinenbau in Paderborn und schloss 1978 als Diplom-Ingenieur ab. Er war von 1979 bis 1986 in der Zulieferindustrie des Bergbaus tätig, und von 1987 bis 2003 in der Mineralölindustrie.

## Partei und öffentliche Ämter
Er ist seit 1969 Mitglied der CDU. Von 1981 bis 1992 war er Vorsitzender des Stadtbezirksverbandes Heessen der CDU. Von 1987 bis 1991 war stellvertretender Vorsitzender des Kreisverbandes Hamm der CDU, und seit 1991 Vorsitzender. Seit 1987 ist er Mitglied im Vorstand des Bezirksverbandes Ruhr der CDU. Von 2000 bis 2019 war er Vorsitzender des Ortsverbandes Heessen der CDU.
Von 1975 bis 1989 war er Mitglied der Bezirksvertretung Heessen, von 1979 bis 1989 als CDU-Fraktionsvorsitzender. Seit 1989 ist er Mitglied des Rates der Stadt Hamm. Von 1999 bis 2004 war Mitglied des Kommunalverbandes Ruhrgebiet. Seit 2004 ist er Mitglied des Landschaftsverbandes Westfalen-Lippe. Von 2004 bis 2005 war er ein Bürgermeister der Stadt Hamm. Bei der Landtagswahl 2005 in Nordrhein-Westfalen konnte er als Direktkandidat den Wahlkreis 118 in Hamm gewinnen und zog damit erstmals in den Landtag ein. Bei der Neuwahl in NRW 2012, kam er über die Liste der CDU erneut in den Düsseldorfer Landtag. Bei der Landtagswahl 2017 kandidierte er nicht mehr und schied somit aus dem Parlament aus.
Seit der Kommunalwahl 2020 ist er 2. Bürgermeister der Stadt Hamm. 

## Familie
Burkert ist verheiratet und hat ein Kind.